# Amblyctis maculaticeps
Amblyctis maculaticeps is een keversoort uit de familie zwamspartelkevers (Melandryidae). De wetenschappelijke naam van de soort werd in 1922 gepubliceerd door Maurice Pic.